# WWE Women's Intercontinental Championship
O WWE Women's Intercontinental Championship (em português: Campeonato Intercontinental Feminino da WWE) é um campeonato de luta livre profissional promovido pela promoção americana WWE, defendido na marca Raw. Ele é um dos dois campeonatos secundários femininos do plantel principal da WWE, juntamente com o Campeonato Feminino dos Estados Unidos da WWE, do SmackDown. O título foi revelado antes do episódio do Raw em 25 de novembro de 2024. A atual campeã é Becky Lynch, que está em seu primeiro reinado. Ela conquistou o título ao derrotar Lyra Valkyria em uma luta Last Chance no Money in the Bank em 7 de junho de 2025.

## História

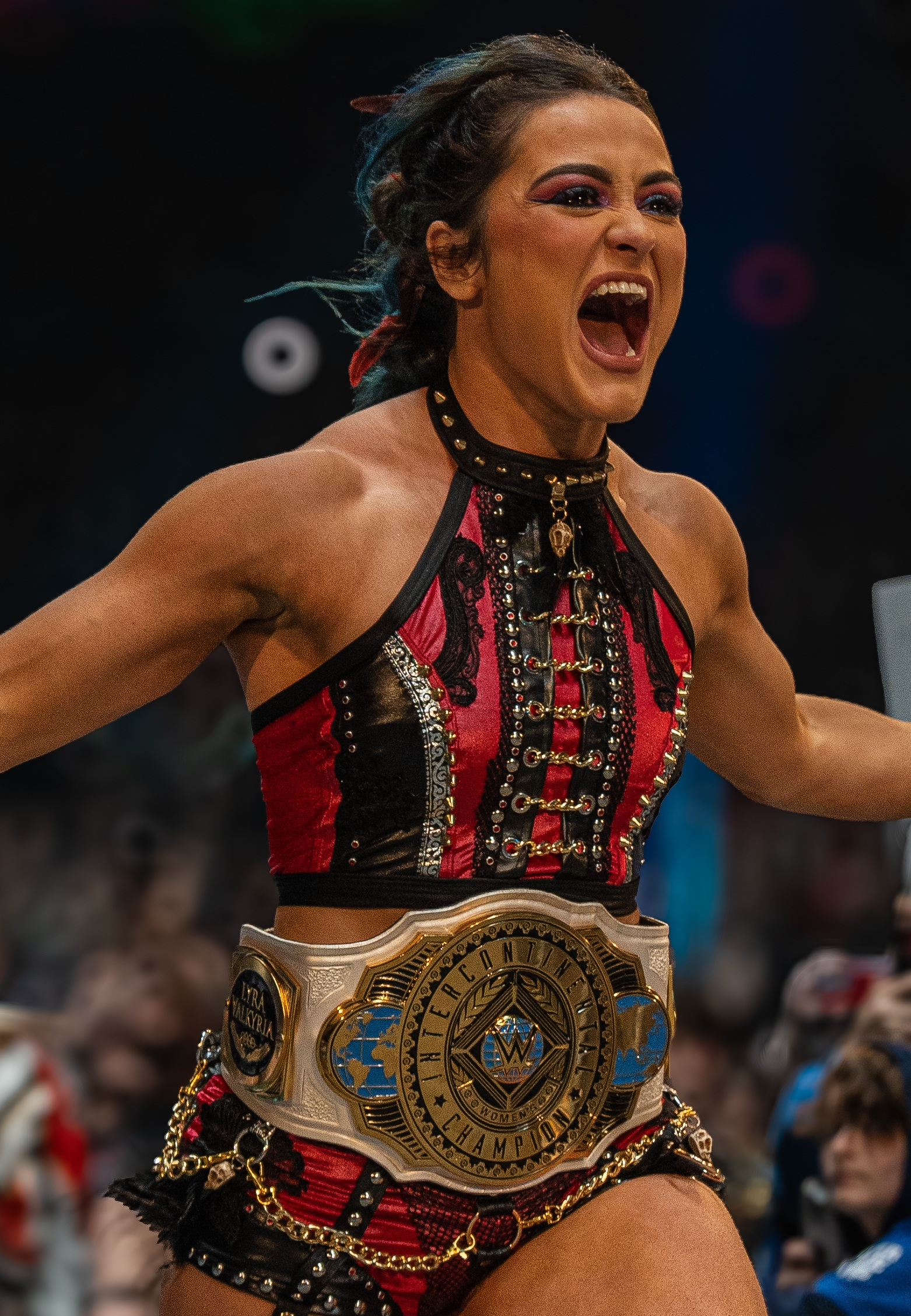
Campeã inaugural, Lyra Valkyria.

A promoção de luta livre profissional americana WWE foi fundada em abril de 1963, mas nunca teve um campeonato secundário feminino. Isso mudou em 2024, quando o Campeonato Norte-Americano Feminino do NXT foi introduzido para a marca de desenvolvimento NXT em abril, seguido pelo Campeonato Feminino dos Estados Unidos da WWE para a marca do plantel principal SmackDown, em novembro. Mais tarde, ainda no mesmo mês, antes do episódio de 25 de novembro do Raw, o gerente geral da marca, Adam Pearce, revelou o Campeonato Intercontinental Feminino da WWE para a divisão feminina do plantel principal do Raw, em contrapartida ao Campeonato Intercontinental da WWE masculino.
A campeã inaugural do Campeonato Intercontinental Feminino foi determinada por um torneio que começou no episódio de 2 de dezembro do Raw. Antes da exibição desse episódio, o diretor de conteúdo da WWE, Paul "Triple H" Levesque, revelou a chave do torneio, que contou com 12 mulheres do plantel do Raw em quatro combates triple threat na primeira rodada. As vencedoras de cada combate avançariam para as semifinais em lutas individuais, com as vencedoras dessas semifinais se enfrentando na final do torneio no Raw em 13 de janeiro de 2025. As participantes anunciadas para o torneio foram Dakota Kai, Shayna Baszler, Katana Chance, Zoey Stark, Raquel Rodriguez, Kayden Carter, Lyra Valkyria, Zelina Vega, Ivy Nile, Alba Fyre, Kairi Sane e Natalya. Na final do torneio em 13 de janeiro, Valkyria derrotou Kai para se tornar a campeã inaugural.

## Torneios

### Torneio inaugural
O torneio para determinar a campeã intercontinental feminina inaugural começou em 2 de dezembro de 2024 e foi realizado em episódios do Raw. A final aconteceu no episódio do dia 13 de janeiro de 2025.
|  |                                                            |                                                            |                                                            |  |  |                                       |                                       |                                       |  |  |                                 |                                 |                                 |
|  | Primeira rodada Raw 2 de dezembro – 23 de dezembro de 2024 | Primeira rodada Raw 2 de dezembro – 23 de dezembro de 2024 | Primeira rodada Raw 2 de dezembro – 23 de dezembro de 2024 |  |  | Semifinais Raw 30 de dezembro de 2024 | Semifinais Raw 30 de dezembro de 2024 | Semifinais Raw 30 de dezembro de 2024 |  |  | Final Raw 13 de janeiro de 2025 | Final Raw 13 de janeiro de 2025 | Final Raw 13 de janeiro de 2025 |
|  | Primeira rodada Raw 2 de dezembro – 23 de dezembro de 2024 | Primeira rodada Raw 2 de dezembro – 23 de dezembro de 2024 | Primeira rodada Raw 2 de dezembro – 23 de dezembro de 2024 |  |  | Semifinais Raw 30 de dezembro de 2024 | Semifinais Raw 30 de dezembro de 2024 | Semifinais Raw 30 de dezembro de 2024 |  |  | Final Raw 13 de janeiro de 2025 | Final Raw 13 de janeiro de 2025 | Final Raw 13 de janeiro de 2025 |
|  |                                                            |                                                            |                                                            |  |  |                                       |                                       |                                       |  |  |                                 |                                 |                                 |
|  |                                                            |                                                            |                                                            |  |  |                                       |                                       |                                       |  |  |                                 |                                 |                                 |
|  | Dakota Kai                                                 | Dakota Kai                                                 | Pin                                                        |  |  |                                       |                                       |                                       |  |  |                                 |                                 |                                 |
|  | Dakota Kai                                                 | Dakota Kai                                                 | Pin                                                        |  |  |                                       |                                       |                                       |  |  |                                 |                                 |                                 |
|  | Katana Chance                                              | Katana Chance                                              | 7:00                                                       |  |  |                                       |                                       |                                       |  |  |                                 |                                 |                                 |
|  | Katana Chance                                              | Katana Chance                                              | 7:00                                                       |  |  |                                       |                                       |                                       |  |  |                                 |                                 |                                 |
|  | Shayna Baszler                                             | Shayna Baszler                                             | —                                                          |  |  | Dakota Kai                            | Dakota Kai                            | Pin                                   |  |  |                                 |                                 |                                 |
|  | Shayna Baszler                                             | Shayna Baszler                                             | —                                                          |  |  | Dakota Kai                            | Dakota Kai                            | Pin                                   |  |  |                                 |                                 |                                 |
|  |                                                            |                                                            |                                                            |  |  | Zoey Stark                            | Zoey Stark                            | 8:15                                  |  |  |                                 |                                 |                                 |
|  |                                                            |                                                            |                                                            |  |  | Zoey Stark                            | Zoey Stark                            | 8:15                                  |  |  |                                 |                                 |                                 |
|  | Zoey Stark                                                 | Zoey Stark                                                 | Pin                                                        |  |  |                                       |                                       |                                       |  |  |                                 |                                 |                                 |
|  | Zoey Stark                                                 | Zoey Stark                                                 | Pin                                                        |  |  |                                       |                                       |                                       |  |  |                                 |                                 |                                 |
|  | Raquel Rodriguez                                           | Raquel Rodriguez                                           | —                                                          |  |  |                                       |                                       |                                       |  |  |                                 |                                 |                                 |
|  | Raquel Rodriguez                                           | Raquel Rodriguez                                           | —                                                          |  |  |                                       |                                       |                                       |  |  |                                 |                                 |                                 |
|  | Kayden Carter                                              | Kayden Carter                                              | 9:25                                                       |  |  | Dakota Kai                            | Dakota Kai                            | 8:31                                  |  |  |                                 |                                 |                                 |
|  | Kayden Carter                                              | Kayden Carter                                              | 9:25                                                       |  |  |                                       | Dakota Kai                            | 8:31                                  |  |  |                                 |                                 |                                 |
|  |                                                            |                                                            |                                                            |  |  | Lyra Valkyria                         | Lyra Valkyria                         | Pin                                   |  |  |                                 |                                 |                                 |
|  |                                                            |                                                            |                                                            |  |  | Lyra Valkyria                         | Lyra Valkyria                         | Pin                                   |  |  |                                 |                                 |                                 |
|  | Lyra Valkyria                                              | Lyra Valkyria                                              | Pin                                                        |  |  |                                       |                                       |                                       |  |  |                                 |                                 |                                 |
|  | Lyra Valkyria                                              | Lyra Valkyria                                              | Pin                                                        |  |  |                                       |                                       |                                       |  |  |                                 |                                 |                                 |
|  | Zelina Vega                                                | Zelina Vega                                                | —                                                          |  |  |                                       |                                       |                                       |  |  |                                 |                                 |                                 |
|  | Zelina Vega                                                | Zelina Vega                                                | —                                                          |  |  |                                       |                                       |                                       |  |  |                                 |                                 |                                 |
|  | Ivy Nile                                                   | Ivy Nile                                                   | 7:50                                                       |  |  | Lyra Valkyria                         | Lyra Valkyria                         | Pin                                   |  |  |                                 |                                 |                                 |
|  | Ivy Nile                                                   | Ivy Nile                                                   | 7:50                                                       |  |  | Lyra Valkyria                         | Lyra Valkyria                         | Pin                                   |  |  |                                 |                                 |                                 |
|  |                                                            |                                                            |                                                            |  |  | Iyo Sky                               | Iyo Sky                               | 11:45                                 |  |  |                                 |                                 |                                 |
|  |                                                            |                                                            |                                                            |  |  | Iyo Sky                               | Iyo Sky                               | 11:45                                 |  |  |                                 |                                 |                                 |
|  | Alba Fyre                                                  | Alba Fyre                                                  | —                                                          |  |  |                                       |                                       |                                       |  |  |                                 |                                 |                                 |
|  | Alba Fyre                                                  | Alba Fyre                                                  | —                                                          |  |  |                                       |                                       |                                       |  |  |                                 |                                 |                                 |
|  | Iyo Sky                                                    | Iyo Sky                                                    | Pin                                                        |  |  |                                       |                                       |                                       |  |  |                                 |                                 |                                 |
|  | Iyo Sky                                                    | Iyo Sky                                                    | Pin                                                        |  |  |                                       |                                       |                                       |  |  |                                 |                                 |                                 |
|  | Natalya                                                    | Natalya                                                    | 8:05                                                       |  |  |                                       |                                       |                                       |  |  |                                 |                                 |                                 |
|  | Natalya                                                    | Natalya                                                    | 8:05                                                       |  |  |                                       |                                       |                                       |  |  |                                 |                                 |                                 |

Notas
1. ↑  Kairi Sane estava originalmente programada para participar, mas foi atacada nos bastidores por Pure Fusion Collective (Shayna Baszler, Sonya Deville e Zoey Stark) durante o episódio de 16 de dezembro do Raw e foi retirada do torneio. Ela foi substituída pelo companheira de equipe do Damage CTRL, Iyo Sky.

## Design do cinturão
O design do cinturão é idêntico à versão masculina, mas, como todos os campeonatos femininos da WWE, ele é menor e tem uma faixa branca. Além disso, substitui a palavra "Heavyweight" por "Women's". Como todos os outros cinturões de campeonato da WWE, as duas placas laterais possuem uma seção central removível, que pode ser personalizada com os logotipos do campeão; as placas laterais padrão apresentam o logotipo da WWE sobre um globo azul.

## Reinados
| No.         | Ordem de reinados na história                         |
| Reinado     | O número de reinados de cada lutadora                 |
| Dias        | Número de dias retidos                                |
| Dias recon. | Número de dias retidos reconhecidos pela promoção     |
| †           | Mudança de campeonato não é reconhecida pela promoção |
| <1          | O reinado durou menos de um dia                       |
| +           | Indica o reinado atual.                               |

| No.      | Campeã        | Mudança de Campeonato | Mudança de Campeonato | Mudança de Campeonato | Estatísticas do Reinado | Estatísticas do Reinado | Estatísticas do Reinado | Notas | Ref.   |
| No.      | Campeã        | Data                  | Evento                | Localização           | Reinado                 | Dias                    | Dias recon.             | Notas | Ref.   |
| -------- | ------------- | --------------------- | --------------------- | --------------------- | ----------------------- | ----------------------- | ----------------------- | --- | ------ |
| WWE: Raw |               |                       |                       |                       |                         |                         |                         | |        |
| 1        | Lyra Valkyria | 13 de janeiro de 2025 | Raw                   | San Jose, CA          | 1                       | 145                     | 145                     | Derrotou Dakota Kai na final do torneio para se tornar a campeã inaugural. | [ 15 ] |
| 2        | Becky Lynch   | 7 de junho de 2025    | Money in the Bank     | Inglewood, CA         | 1                       | 1+                      | 1+                      | Essa foi uma luta Last Chance onde se Lynch perdesse, ela nunca mais disputaria o título enquanto Lyra Valkyria fosse campeã. Se Valkyria perdesse, ela teria que levantar a mão de Lynch e reconhecê-la como a melhor mulher. | [ 16 ] |